# Korzān
Korzān (persiska: كُرزان, كَرزان, كورزان, کرزان) är en ort i Iran.   Den ligger i provinsen Hamadan, i den nordvästra delen av landet, 300 km väster om huvudstaden Teheran. Korzān ligger 1 787 meter över havet och antalet invånare är 628.
Terrängen runt Korzān är kuperad åt nordväst, men åt sydost är den platt.Runt Korzān är det ganska tätbefolkat, med 86 invånare per kvadratkilometer. Närmaste större samhälle är Tūyserkān, 10,0 km sydost om Korzān. Trakten runt Korzān består i huvudsak av gräsmarker.